# Johan Cornelius Krieger (1917-1984)
 Der er flere personer med dette navn, se Johan Cornelius Krieger.
Johan Cornelius Krieger (født 30. maj 1917 i Helsingør, død 29. februar 1984) var en dansk brigadechef.
Han var søn af kaptajn, brandinspektør Axel Krieger (1888-1963) og hustru Alba født Schierning (1890-1953), blev sekondløjtnant 1939 og premierløjtnant af infanteriet 1943. Krieger var kolonne-assistent ved Statens civile Luftværn 1944-45, i Dansk Røde Kors og International Tuberculosis Campaign 1946-51, sektionsleder i CF-korpset 1951, ved Nordsjællandske CF-kolonne, 1953 næstkommanderende ved Civilforsvarsstyrelsens hjælpekommando til Holland i anledning af stormflodkatastrofen, var på Senior Officers kursus på Civil Defense Staff College, England i 1954, chef for transportkommandoet ved transport af hjælpesygehus til Ungarn 1956 og blev sektionschef, tjenstgørende ved Civilforsvarsstyrelsen 1956. Han var på studieophold ved Paris' brandvæsen 1958, blev kolonnechef 1964, chef for CF-korpsets befalingsmandsskole, på NATO Defence College, Paris 1965-66, blev brigadechef 1965 og chef for Civilforsvarsstyrelsens 6. kontor. Han var tillige brandinspektør ved Frederiksberg Brandvæsen 1961-65.
Han var Ridder af 1. grad af Dannebrogordenen, bar Civilforsvars-Forbundets Hæderstegn, Dansk Røde Kors' Hæderstegn og bar en række udenlandske ordner.
Krieger blev gift 13. januar 1940 med Grethe Vibeke Grabod (21. juli 1915 i Varde - ?), datter af direktør Victor Grabod (død 1970) og hustru Ketty født Kruchow (død 1943).